# Lasse Virén
Lasse Artturi Virén, finski atlet, * 22. julij 1949, Myrskylä, Finska.
Virén je v treh nastopih na olimpijskih igrah osvojil štiri naslove olimpijskega prvaka, dvakrat zapored v teku na 5000 in 10000 m v letih 1972 in 1976. Leta 1974 je na evropskem prvenstvu osvojil bronasto medaljo. 3. septembra 1972 je postavil nov svetovni rekord v teku na 10000 m s časom 27:30,8 s, veljal je slabo leto, 14. septembra istega leta pa še nov svetovni rekord v teku na 5000 m s časom 13:16,4 s, veljal je le šest dni. 21. novembra 2014 je bil sprejet v Mednarodni atletski hram slavnih.
V letih 1999 in 2007 ter 2010 in 2011 je bil član finskega parlamenta v stranki Kansallinen Kokoomus.